# Traisen (Niemcy)
Traisen – miejscowość i gmina w Niemczech, w kraju związkowym Nadrenia-Palatynat, w powiecie Bad Kreuznach, wchodzi w skład gminy związkowej Rüdesheim. Do 31 grudnia 2016 wchodziła w skład gminy związkowej Bad Münster am Stein-Ebernburg.